# Idioma culina
El culina o kulina (también Corina, Kulyna y Madihá, Madija) es una lengua indígena de la Amazonia suroccidental de la familia arauana hablada entre la provincia de Purús (Ucayali, Perú) y Acre (Brasil). Es la lengua materna de cerca de unas 2500 personas, cercana al dení.

Variedades geográficas
Según Pozzi-Escot (1998:27), la lengua madija presenta diferencias entre el lado peruano y el brasileño. El Documento Nacional de Lenguas Originarias (2007) no muestra información sobre variedad dialectal de esta lengua.
Grado de vitalidad de la lengua
De acuerdo al Minedu (2013), la lengua madija es vital en la región Ucayali, donde según datos del censo de 2007 la hablan 417 personas; mientras que en Brasil lo hacen 2437 (Rodrigues 1986).  
Situación de su escritura
El alfabeto de la lengua madija (en el lado peruano) se encuentra en proceso de normalización.

Intérpretes y traductores registrados
Actualmente, el pueblo madija aún no cuenta traductores e intérpretes registrados por el Ministerio de Cultura para la implementación de la Ley N.º 29735, denominada Ley de Lenguas.

## Gramática
En kulina los nombres y verbos son categorías léxicas abiertas, en cambio solo tiene un número limitado de adjetivos propiamente dichos, expresándose el resto de calificativos como verbos estativos. El nombre tiene género gramatical que se refleja en los determinantes que acompañan a dicho nombre y no en la forma o terminación del nombre (en su forma libre). Todo nombre tiene una forma libre o no poseída y una forma poseída. La forma poseída de los nombres femeninos se caracteriza por el sufijo -ni. Además de nombres masculinos y femeninos, en kulina existen la llamada clase ka- de nombres, que indica que dicho nombre está hecho de partes, o contiene otros objetos.
Todas las oraciones constan como mínimo de un predicado o forma verbal compleja que incluye en su configuración maximal:
1. Objeto clítico (obligatorio con verbos transitivos).
2. Sujeto (prefijado si es pronominal o como palabra independiente)
3. Prefijo ka- para nombres de la clase ka-.
4. Prefijo causativo
5. Raíz verbal
6. Verbo auxiliar
7. Sufijos direccionales-locativos
8. Sufijo de Negación (gramática)
9. Sufijos de tiempo y aspecto.
10. Sufijos de modo.

En oraciones donde aparecen un sujeto no pronominal y un objeto no pronominal, el orden constitutivo básico es Sujeto Objeto Verbo.